# Lucky Luke (TV-serie)
Lucky Luke är en italiensk-amerikansk tv-serie från 1992, baserad på den tecknade serien med samma namn,  och uppföljare till långfilmen från 1991.

## Rollista (i urval)
| Terence Hill             | – Lucky Luke           |
| Nancy Morgan             | – Lotta Legs           |
| Roger Miller             | – Jolly Jumper         |
| Ron Carey                | – Joe Dalton           |
| Dominic Barto            | – William Dalton       |
| Bo Greigh                | – Jack Dalton          |
| Fritz Sperberg           | – Averell Dalton       |
| Arsenio "Sonny" Trinidad | – Ming Li Fu           |
| Neil Summers             | – Vicesheriffen Virgil |
| Mark Hardwick            | – Bartendern Hank      |

## Avsnitt
De svenska titlarna härrör från Sandrews VHS-utgåvor.
1. Kärlekstrassel i Daisy Town (Midsummer in Daisy Town)
Regi: Terence Hill
Manus: Courtney Flavin
2. Mamma Daltons revansch (Ma Dalton)
Regi: Richard Schlesinger
Manus: Carl Sautter, baserat på Lucky Luke-albumet Ma Dalton (Bröderna Dalton maskerar sig) av René Goscinny och Morris, från 1971.
3. Det hemliga vapnet (Who is Mr. Josephs?)
Regi: Richard Schlesinger
Manus: Carl Sautter
4. Spöktåget (Ghost Train)
Regi: Ted Nicolaou
Manus: Doug Molitor
5. Café Olé (Café Ole)
Regi: Ted Nicolaou
Manus: Robin J. Stein
6. Lucky Lukes mardröm (Grand Delusions)
Regi: Terence Hill
Manus: Carl Sautter
7. Lucky Lukes fästmö (Lucky Luke's Fiance)
Regi: Ted Nicolaou
Manus: Courtney Flavin, baserat på Lucky Luke-albumet La fiancée de Lucky Luke (Lucky Lukes fästmö) av Guy Vidal och Morris, från 1985.
8. Skrattar bäst som skrattar sist (Nobody's Fool)
Regi: Terence Hill
Manus: John Gaspard & Michael P. Levin

## TV-visning
Serien premiärvisades på italienska Canale 5 från 20 mars till 8 maj 1992. Svensk tv-premiär skedde i Kanal 5 (dåvarande "Femman") den 20 januari 1996, efter att långfilmen hade visats den 13 januari, och det åttonde och sista avsnittet visades den 9 mars samma år.

## Svensk VHS- och DVD-utgivning
1993, tre år innan serien visades i svensk TV, gav Sandrews ut serien på fyra vhs-kassetter om vardera två avsnitt. 2010 släpptes den, tillsammans med långfilmen från 1991, i en serie om tre DVD-boxar från SoulMedia.

### Fotnoter
1. ↑  Terence Hill romantico: un cowboy da 24 miliardi (på italienska), Corriere della Sera, 18 mars 1992, läs online.[källa från Wikidata]
2. ↑  ”Svensk mediedatabas”. http://smdb.kb.se/catalog/search?q=Lucky+Luke+typ%3Atv&sort=OLDEST. Läst 11 mars 2012.
3. ↑  ”Svensk mediedatabas”. http://smdb.kb.se/catalog/search?q=Lucky+Luke+typ%3Afilm-video&sort=OLDEST. Läst 11 mars 2012.